# Küttigkofen
Küttigkofen är en ort i kantonen Solothurn i Schweiz. Küttigkofen var tidigare en egen kommun, men den 1 januari 2014 slogs nio kommuner ihop till kommunen Buchegg.

### Översättning
Den här artikeln är helt eller delvis baserad på material från tyskspråkiga Wikipedia, Küttigkofen.